# Combois
Le Combois est un ruisseau du territoire de Belfort, qui prend sa source dans les combes entre Auxelles-Haut et Giromagny. C'est un affluent du Rhôme, donc sous-affluent du Rhône par la Savoureuse, l'Allaine, l'Allan, le Doubs et la Saône

## Géographie
Le Combois se jette dans le Rhôme à Lachapelle-sous-Chaux. Sa longueur est de 4,9 km.
Son débit est très irrégulier, comme c'est le cas pour tous les cours d'eau du piémont vosgien. 
Le Combois a pour particularité d'occuper un vallon pratiquement dépourvu de toute urbanisation, situation très exceptionnelle dans un département fortement urbanisé.